# Sbronzi di Riace
Gli Sbronzi di Riace sono un duo emiliano di musica popolare, formatosi nel 1992.

## Storia del gruppo
Il duo nasce nel 1992, nell'attuale formazione composta da Mauro Canossa e Stefano Cirillo. Il nome venne ripreso da un episodio successo durante una serata mentre suonando e gozzovigliando sino a tarda sera, si alzò un avventore e disse in veneto: “Mona ma quali bronzi di Riace, noi qui avemo gli Sbronzi di Riace”.  Il gruppo ha sempre avuto come obiettivo la rivisitazione di brani d'autore (Paolo Conte, Pierangelo Bertoli, Fabrizio De André e Francesco Guccini sono solo alcune delle fonti di ispirazione dei loro spettacoli) e la riscoperta di canzoni popolari in via d'estinzione, negli ultimi anni propongono nei loro spettacoli un uomo in smart una canzone riarrangiata e personalizzata dallo stesso gruppo. Gli spettacoli del gruppo sono sempre stati molto informali, senza precise scalette, intervallati da momenti di cabaret e momenti di musica.

## Formazione
- Mauro Canossa (voce, armoniche e chitarra acustica)
- Stefano Cirillo (voce, chitarra classica)

## Discografia
- (1991) Piccoli incidenti involontari (Nemesi Record, K7 001)
- (1992) Sbronzi Live (dal vivo) (Nemesi Record, 002/2)
- (1994) ...e allora versa (Nemesi Record, 003/3)
- (1998) Gli Sbronzi di Riace cantano il '68 (Nemesi Record/Ala bianca, SR 128553797-2)

### Singoli
- Una tantum (testo di Stefano Cirillo)[2]
- Come un Canto (canzone di Mauro Canossa)[3]